# منطاد

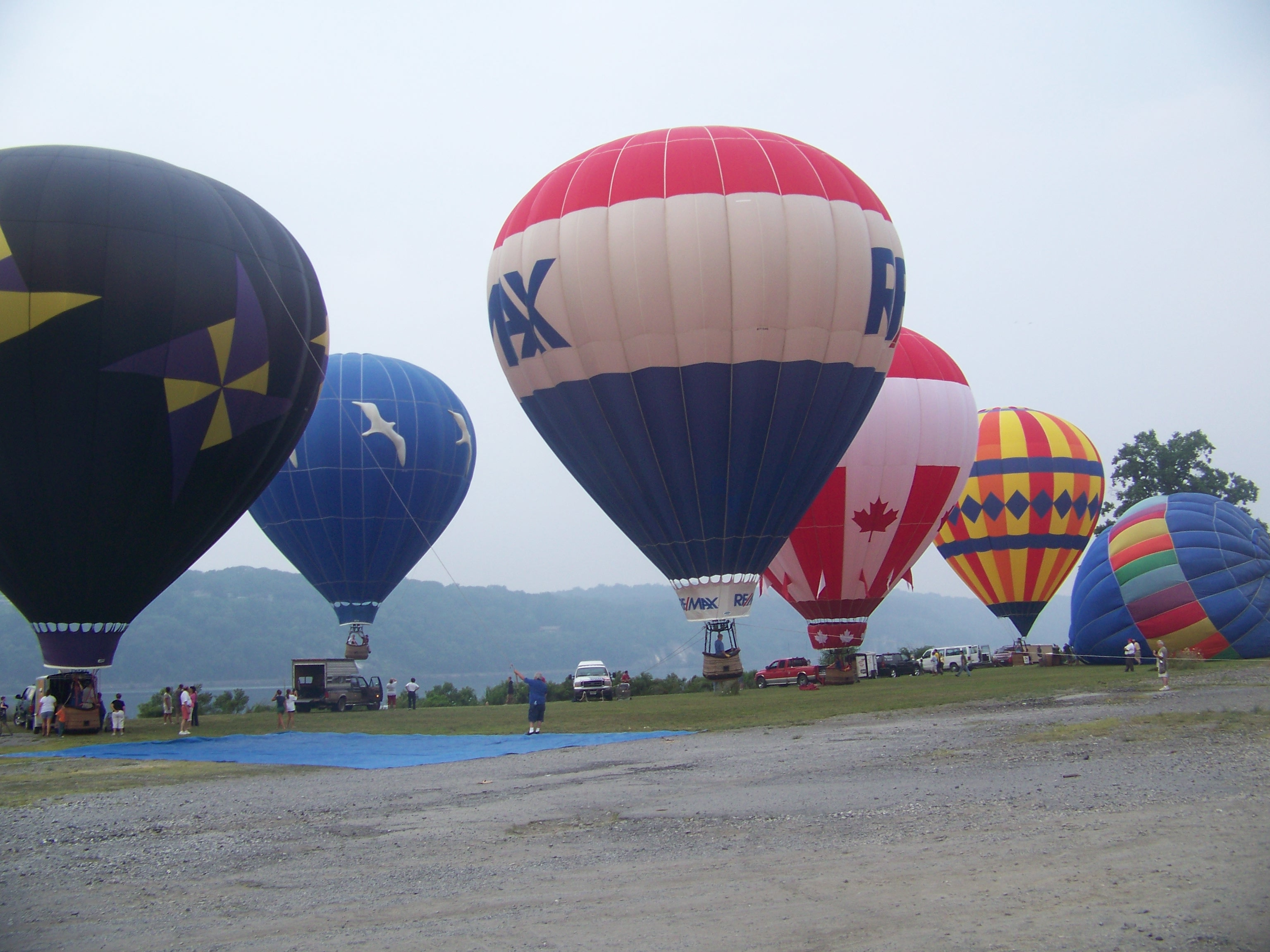
مهرجان البالونات في وادي هدسون الأوسط في مدينة بكبسي، نيويورك، على طول نهر هدسون

في علم الطيران، يُعرَّف المنطاد أو البالون بأنه جسم طائر غير مزوّد بوسائل دفع، يحلق أو يطفو في الهواء نتيجة قوة الطفو. يمكن أن يكون المنطاد حرًّا، فيتحرك مع اتجاه الرياح، أو مربوطًا بنقطة ثابتة.
غالبًا ما تحتوي البالونات على سلة أو عربة أو كبسولة معلقة أسفل الغلاف الرئيسي، تُستخدم لنقل الأشخاص أو المعدات، مثل الكاميرات والتلسكوبات وآليات التحكم في الطيران.

## الطيران الهوائي
الطيران الهوائي هو مصطلح قديم استخدم للإشارة إلى ركوب البالونات وتصميم وتشغيل وملاحة المركبات الأخف من الهواء. نشر تيبيريوس كافالو [الإنجليزية] في عام 1785 كتابه "تاريخ وممارسة الطيران الهوائي". كما صدرت عدة كتب أخرى حول هذا الموضوع، من بينها أعمال مونك ماسون [الإنجليزية]. بالإضافة إلى ذلك، ألّف الكاتب المسرحي فريدريك بيلون [الإنجليزية] مسرحية بعنوان "الطيران الهوائي".

## الأنواع
يُعد البالون أبسط آلة طيران من حيث المفهوم. فهو يتكون من غلاف مصنوع من القماش يُملأ بغاز أخف من الهواء المحيط، مما يسمح له بالارتفاع بسبب انخفاض كثافته الكلية مقارنة بالغلاف الجوي. وعادةً ما يكون هناك سلة أو عربة متصلة بأسفله لنقل الركاب أو الحمولة. ورغم عدم امتلاكه لنظام دفع، يمكن التحكم جزئيًا في اتجاهه من خلال تغيير الارتفاع للعثور على تيارات هوائية مناسبة.

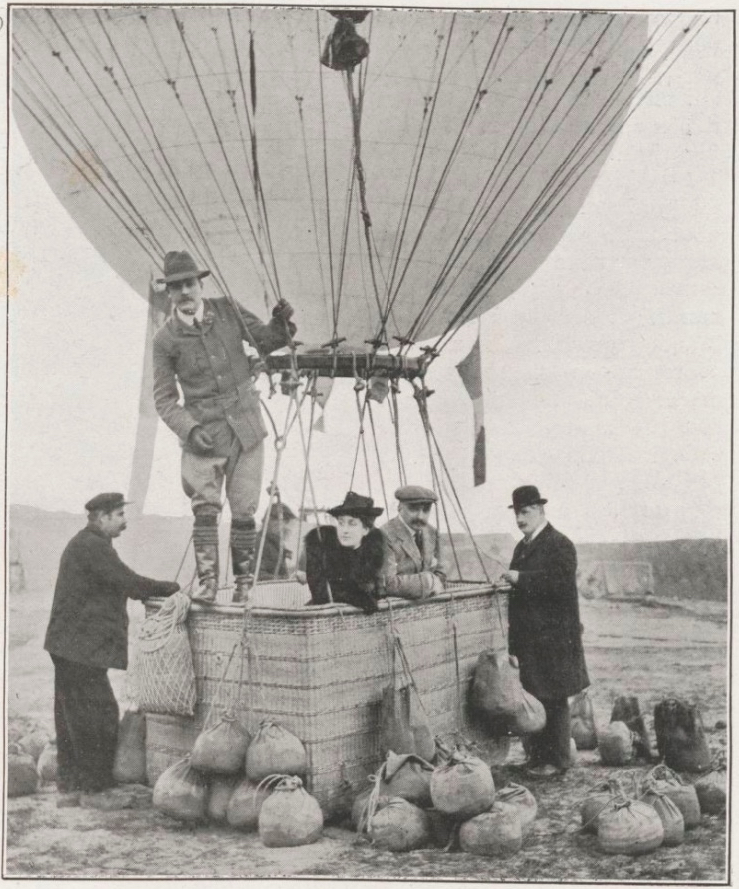
السيد والسيدة جورج فيكتور هوغو، بقيادة جاك فور، على متن بالون متجهين إلى بحيرة كونستانس. 1907

هناك ثلاثة أنواع رئيسية من البالونات:
- بالون الهواء الساخن: يعتمد على تسخين الهواء داخل الغلاف لتوليد قوة الرفع، ويعد الأكثر شيوعًا في الاستخدام، خاصة في الأنشطة الترفيهية.

- بالون الغاز: يتم ملؤه بغاز ذو وزن جزيئي أقل من الهواء المحيط، يعمل معظمها عند ضغط يساوي الضغط الجوي، لكن بعض الأنواع، مثل بالونات الضغط الفائق، تحتفظ بالغاز بضغط أعلى للحد من فقدانه أثناء النهار. تستخدم عدة أنواع من الغازات في بالونات الغاز، منها:

1. الهيدروجين: استخدم على نطاق واسع، لكن قلّ استخدامه بعد كارثة "هيندنبورغ" بسبب قابليته الشديدة للاشتعال.
2. غاز الفحم: استخدم بكثرة في القرن التاسع عشر وأوائل القرن العشرين، رغم أن قوة رفعه أقل من الهيدروجين، إلا أنه كان متاحًا ورخيصًا.[5]
3. الهيليوم: الغاز الأكثر استخدامًا حاليًا في المناطيد ومعظم البالونات المأهولة، بفضل أمانه العالي.
4. أجريت تجارب على غازات أخرى مثل الأمونيا والميثان، لكنها لم تكن شائعة نظرًا لانخفاض قدرتها على الرفع ومخاطرها.

- بالون روزييه: يجمع بين غاز الرفع الساخن وغير الساخن داخل أكياس منفصلة، ويُستخدم في الرحلات طويلة المسافة وتسجيل الأرقام القياسية، مثل الدوران حول العالم. ورغم فعاليته في بعض المهام، إلا أنه نادر الاستخدام.

لا يزال كل من بالون الهواء الساخن وبالون الغاز مستخدمًا على نطاق واسع، إذ تتميز بالونات الهواء الساخن بتكلفتها المنخفضة وبساطة تصنيعها، مما يجعلها شائعة في رياضة ركوب البالونات.

## بالونات الهواء الساخن
يُعتبر بالون الهواء الساخن أول وسيلة طيران مأهولة تعتمد على تسخين الهواء لتوليد قوة الرفع. صنعه الأخوان جوزيف وإتيان مونتغولفييه لأول مرة في مدينة أنوناي في فرنسا عام 1783. وكانت أول تجربة مأهولة له في 19 سبتمبر 1783، حيث حمل خروفًا وبطة وديكًا لاختبار تأثيرات الطيران على الكائنات الحية.
أما أول رحلة مأهولة مربوطة فقد أجريت باستخدام بالون الأخوان مونتغولفييه الأكبر في 15 أكتوبر 1783، بينما كانت أول رحلة حرة له في 21 نوفمبر 1783.

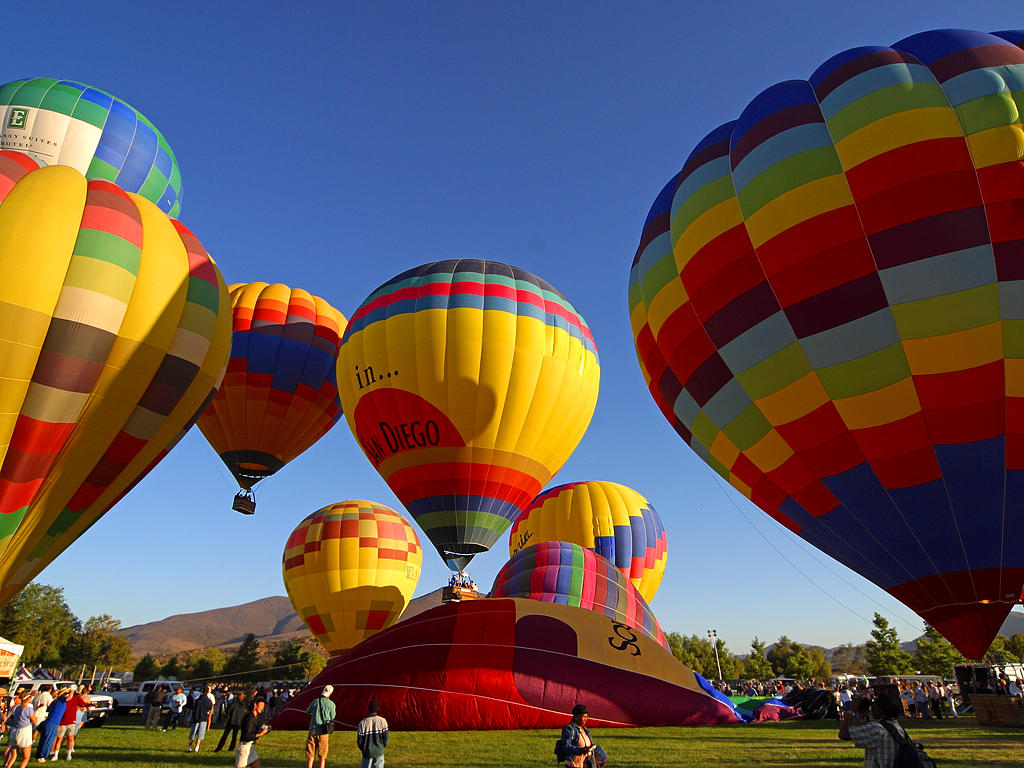
بالونات الهواء الساخن في إحدى الفعاليات في سان دييغو.

### آلية الطفو والتحكم في الطيران
عند تسخين الهواء داخل البالون، يتمدد ويقل وزنه داخل الغلاف مقارنة بالهواء المحيط، مما يؤدي إلى ارتفاع البالون. ويبقى البالون في الجو طالما أن الموقد يظل مشتعلًا لتسخين الهواء باستمرار.
على عكس بالونات الغاز، التي تعتمد على التخلص من أوزان الصابورة (الأوزان المستخدمة لتوفير الاستقرار والتحكم في الارتفاع) للتحكم في الارتفاع وتحتاج إلى تسريب متعمد للغاز كي تهبط، يتم التحكم في ارتفاع بالونات الهواء الساخن بسهولة من خلال زيادة أو تقليل قوة الموقد.

### تطور بالونات الهواء الساخن
في البداية، استخدمت بالونات الأخوان مونتغولفييه وقودًا صلبًا لمواقدها، مما جعل تشغيلها غير عملي مقارنة ببالونات الهيدروجين، التي انتشرت بعدها مباشرة. وبسبب ذلك، تراجع استخدام بالونات الهواء الساخن لفترة طويلة.
إلا أن هذا النوع شهد إحياءً في خمسينيات القرن العشرين، بفضل التطورات في مواقد الغاز المعبأة التي جعلت تشغيلها أكثر سهولة وأقل تكلفة. واليوم، تُستخدم بالونات الهواء الساخن على نطاق واسع في الرياضات الجوية والترفيه.

## بالونات الغاز
يُعتبر البروفيسور جاك شارل أول من صنع بالونًا مأهولًا يعتمد على غاز الهيدروجين للطفو، حيث تم إطلاقه في 1 ديسمبر 1783، أي بعد أقل من شهر من رحلة الأخوين مونغولفييه. تمتاز بالونات الغاز بقدرتها على توليد قوة رفع أكبر مقارنة بحجمها، مما يجعلها أصغر حجمًا من بالونات الهواء الساخن، إضافةً إلى قدرتها على البقاء في الجو لفترات أطول. لهذا السبب، هيمنت هذه البالونات على رياضة ركوب البالونات لما يقارب 200 عام.

### استخدامات وأنواع غازات الرفع

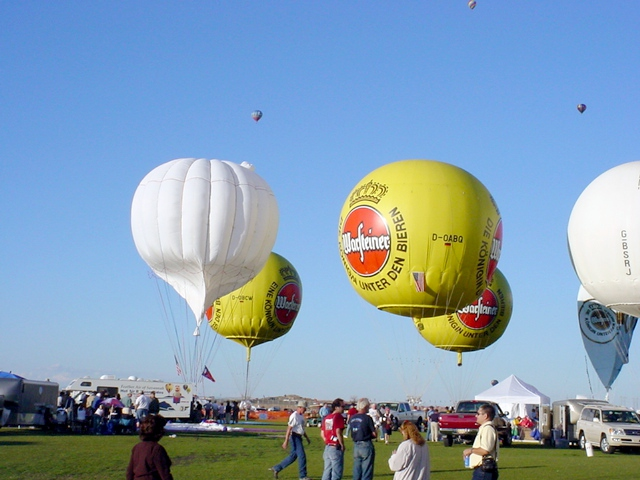
بالونات الغاز في مهرجان ألباكركي الدولي لمناطيد الهواء

استخدم غاز الفحم المعروف باسم غاز المدينة المصنّع في القرن التاسع عشر لملء البالونات، نظرًا لكونه أرخص تكلفة وأكثر توفرًا من الهيدروجين، رغم أن قوة رفعه كانت تساوي نصف قوة الهيدروجين. أما اليوم، فتُستخدم بالونات الغاز بشكل رئيسي في التطبيقات العلمية، حيث تُملأ عادةً بالهيليوم، كونه غير قابل للاشتعال، رغم أن الهيدروجين يظل الأكثر كفاءة من حيث قوة الرفع. وباستثناء بعض الحالات، فإن معظم هذه البالونات تكون غير مأهولة.
تنقسم بالونات الغاز إلى نوعين رئيسيين، الأول هو بالونات الضغط الصفري، وهو الشكل التقليدي لبالونات الغاز. تنفخ هذه البالونات جزئيًا قبل الإطلاق، بحيث يكون ضغط الغاز داخلها مساويًا للضغط الجوي الخارجي. وعند الصعود، يتمدد الغاز داخل البالون، مما يؤدي إلى انتفاخ غلافه. أثناء الليل، يبرد الغاز داخل البالون وينكمش، ما يتسبب في هبوطه. وللحفاظ على الارتفاع، يتم إطلاق الغاز الزائد عند الصعود المفرط، أو إلقاء الصابورة عند الهبوط الزائد، لكن فقدان الغاز والصابورة يحدّ من مدة الطيران إلى بضعة أيام فقط.
أما النوع الثاني، فهو بالونات الضغط الفائق، التي تمتلك غلافًا غير مرن وقوي، ما يسمح لها بالاحتفاظ بضغط أعلى من الضغط الخارجي. وتظل هذه البالونات ثابتة الحجم تقريبًا، مما يمنع الحاجة إلى إطلاق الغاز أو إسقاط الصابورة. وتتميز بإمكانية التحليق لعدة أشهر دون فقدان كبير للغاز، على عكس بالونات الضغط الصفري. وتنتهي مهمة هذه البالونات عادةً بأمر تحكم أرضي لفتح الغلاف وإنزال الحمولة، وليس بسبب تسرب الغاز.

### التطبيقات العلمية والاستخدامات المتقدمة
تُستخدم البالونات عالية الارتفاع في الأبحاث العلمية، مثل بالونات الطقس، أو في التصوير الفضائي، حيث تصل إلى ارتفاعات تزيد عن 100,000 قدم (30.5 كم). وغالبًا ما تكون هذه البالونات مصممة للانفجار عند ارتفاع معين، حيث تُطلق مظلة تحمل المعدات بأمان إلى الأرض. كما أن هناك تقنية أخرى تُعرف بالطيران باستخدام البالونات المتعددة، حيث يتم الاعتماد على مجموعة من البالونات الصغيرة المملوءة بالغاز، بدلاً من بالون واحد كبير.

## بالون روزييه

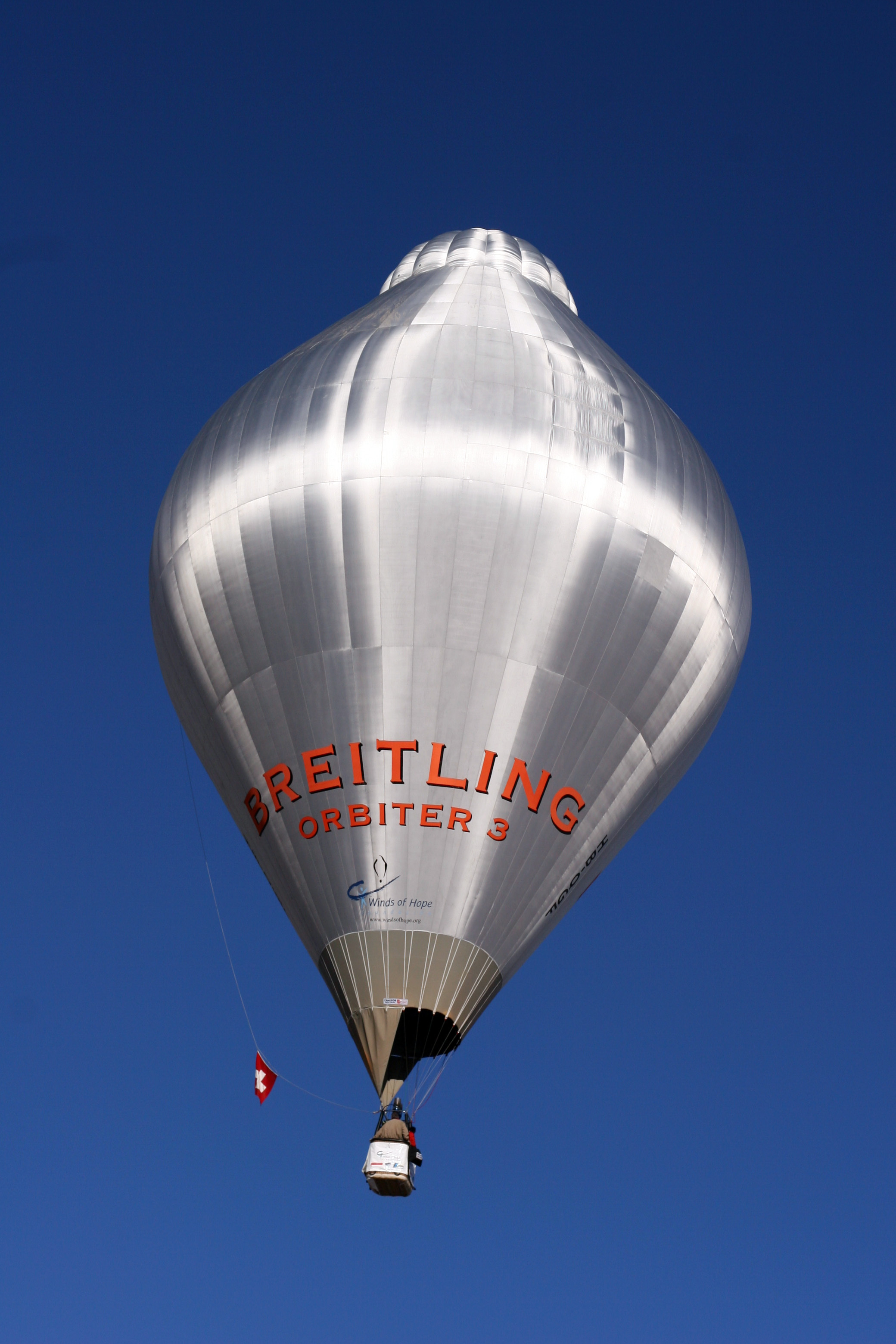
بالون روزييه

واجهت بالونات الهواء الساخن في البداية صعوبة في البقاء في الجو لفترات طويلة بسبب استهلاكها الكبير للوقود. أما بالونات الهيدروجين المبكرة، فكان من الصعب التحكم في ارتفاعاتها، حيث كان الملاح الجوي قادرًا فقط على تنفيس الغاز أو إسقاط الصابورة عددًا محدودًا من المرات. أدرك بيلاتر دي روزييه أنه لتحقيق رحلة طويلة المدى، مثل عبور القناة الإنجليزية، يجب على الملاح الاستفادة من اتجاهات الرياح المختلفة على ارتفاعات متباينة. ولتحقيق ذلك، كان من الضروري وجود وسيلة للتحكم في الارتفاع مع القدرة على البقاء في الجو لفترة أطول.
طور دي روزييه بالون مزدوج يحتوي على كيسين للغاز، وهو ما سُمي بـ "بالون روزييه". كان الكيس العلوي يحتوي على الهيدروجين الذي يوفر الرفع الثابت، بينما كان الكيس السفلي يحتوي على الهواء الساخن الذي يمكن تسخينه أو تبريده بسرعة لتوفير الرفع المتغير، مما يتيح التحكم الجيد في الارتفاع.
في عام 1785، حاول بيلاتر دي روزييه الطيران عبر القناة الإنجليزية باستخدام هذا النوع من البالونات، لكن بعد وقت قصير من بدء الرحلة، اشتعل كيس غاز الهيدروجين وتسبب في حادث مميت، مما جعله يُلقب بـ "أول من طار وأول من مات".
لم يتمكن الباحثون من تطوير التكنولوجيا اللازمة لتشغيل هذا النوع من البالونات بأمان حتى الثمانينيات، حيث تم استخدام الهيليوم غير القابل للاشتعال كغاز رفع، ما جعل العديد من التصميمات الحديثة تنجح في القيام برحلات طويلة المدى.

## بالونات الطائرة الورقية
يمكن ربط البالون كبديل للطيران الحر، مما يسمح بالإقلاع والهبوط الموثوق به في نفس الموقع. كانت بعض أولى رحلات البالون مربوطة من أجل ضمان السلامة، ومنذ ذلك الحين، أصبح الربط يستخدم لأغراض متعددة مثل المراقبة العسكرية والحواجز الجوية، بالإضافة إلى الاستخدامات الجوية والتجارية.

نظرًا لأن الشكل الكروي الطبيعي للبالون غير مستقر في الرياح القوية، يتم تثبيت البالونات المربوطة للاستخدام في الظروف العاصفة من خلال التشكيل الديناميكي الهوائي وربطها بحبل باستخدام ترتيب رسن. وتسمى هذه البالونات "بالونات الطائرة الورقية".

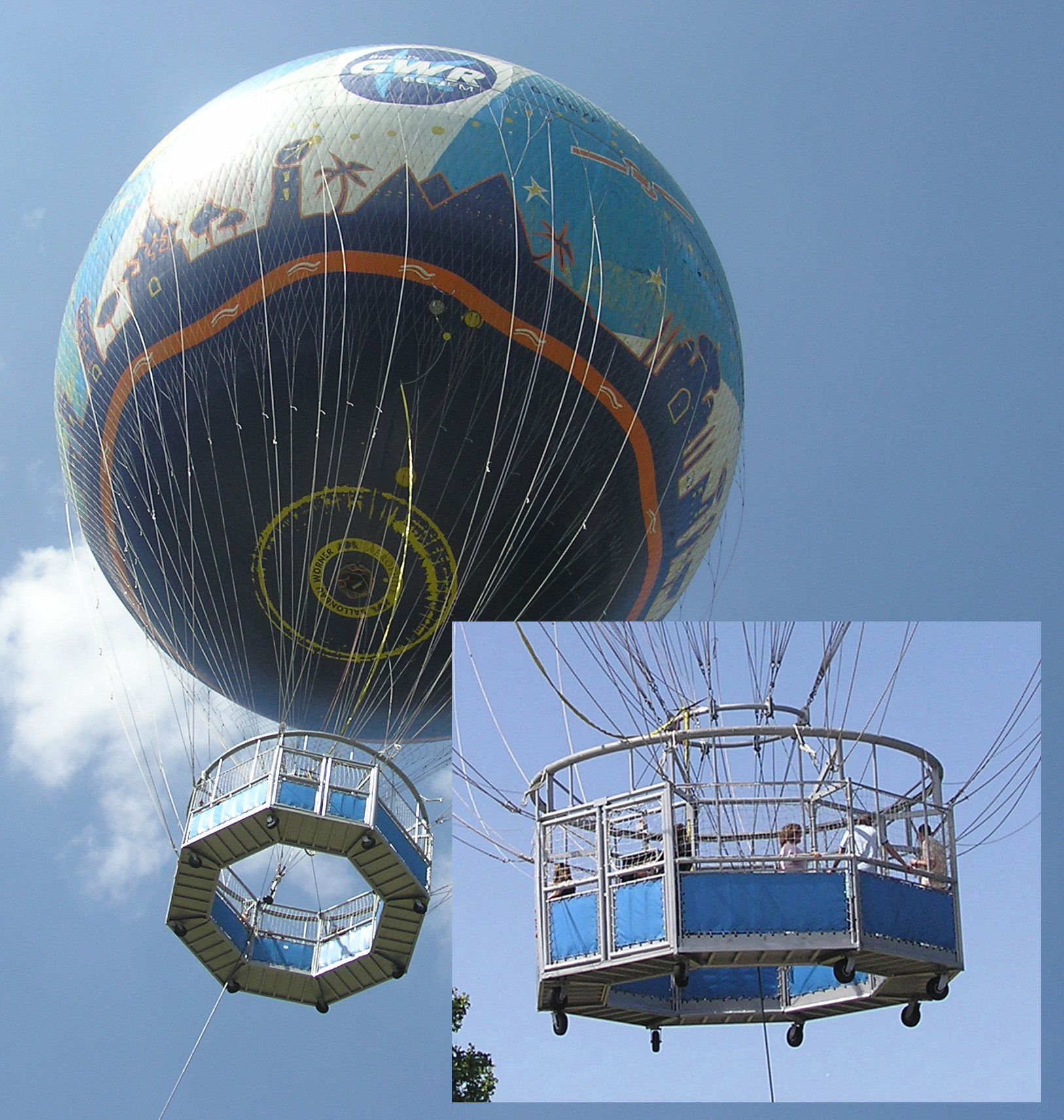
بالون الطائرة الورقية ويظهر في الصورة حبل الربط.

تختلف بالونات الطائرة الورقية عن البالونات الساكنة. حيث تحصل الأخيرة على جزء من قوة رفعها بشكل ديناميكي هوائي.

## تاريخ
ذكرت بالونات الهواء الساخن غير المأهولة في التاريخ الصيني، إذ استخدم تشوغه ليانغ من مملكة شو هان خلال عصر الممالك الثلاث (220-280 م) الفوانيس الجوية لأغراض الإشارات العسكرية. عرفت هذه الفوانيس باسم فوانيس كونغمينغ (Kǒngmíng dēng 孔明灯). نقل الجيش المغولي فكرة فوانيس كونغمينغ من الصينيين، واستخدمها في معركة ليغنيتسا أثناء غزوهم لبولندا.
في عام 1709، صنع رجل الدين البرازيلي-البرتغالي بارتولوميو دي غوسماو [الإنجليزية] بالون مملوء بالهواء الساخن وجعله يرتفع داخل غرفة في لشبونة. وفي 8 أغسطس 1709، نجح غوسماو في رفع بالون صغير مصنوع من الورق بواسطة الهواء الساخن لمسافة تقارب الأربعة أمتار أمام الملك جون الخامس والبلاط البرتغالي. كما ادعى أنه صنع بالون أطلق عليه اسم "باسارولا" (الطائر الكبير)، ورفع نفسه من قلعة القديس جورج في لشبونة، هابطًا على بعد نحو كيلومتر واحد. ومع ذلك، لا يزال هذا الادعاء غير مؤكد، على الرغم من وجود سجل لهذه الرحلة في المصدر المستخدم من قبل الاتحاد الدولي للطيران، إلا أن المسافة الدقيقة وظروف الرحلة لا تزال غير واضحة.

## وصلات خارجية
- Airship resources
- Aerophile web page
- Tactical Aerostats
- Raven Aerostar web page
- DJ's Zeppelin page
- "Illustrations of the Five Major Types of Lighter-Than-Air-Aircraft" Popular Mechanics, June 1930